# Espelho de Jade dos Quatro Desconhecidos

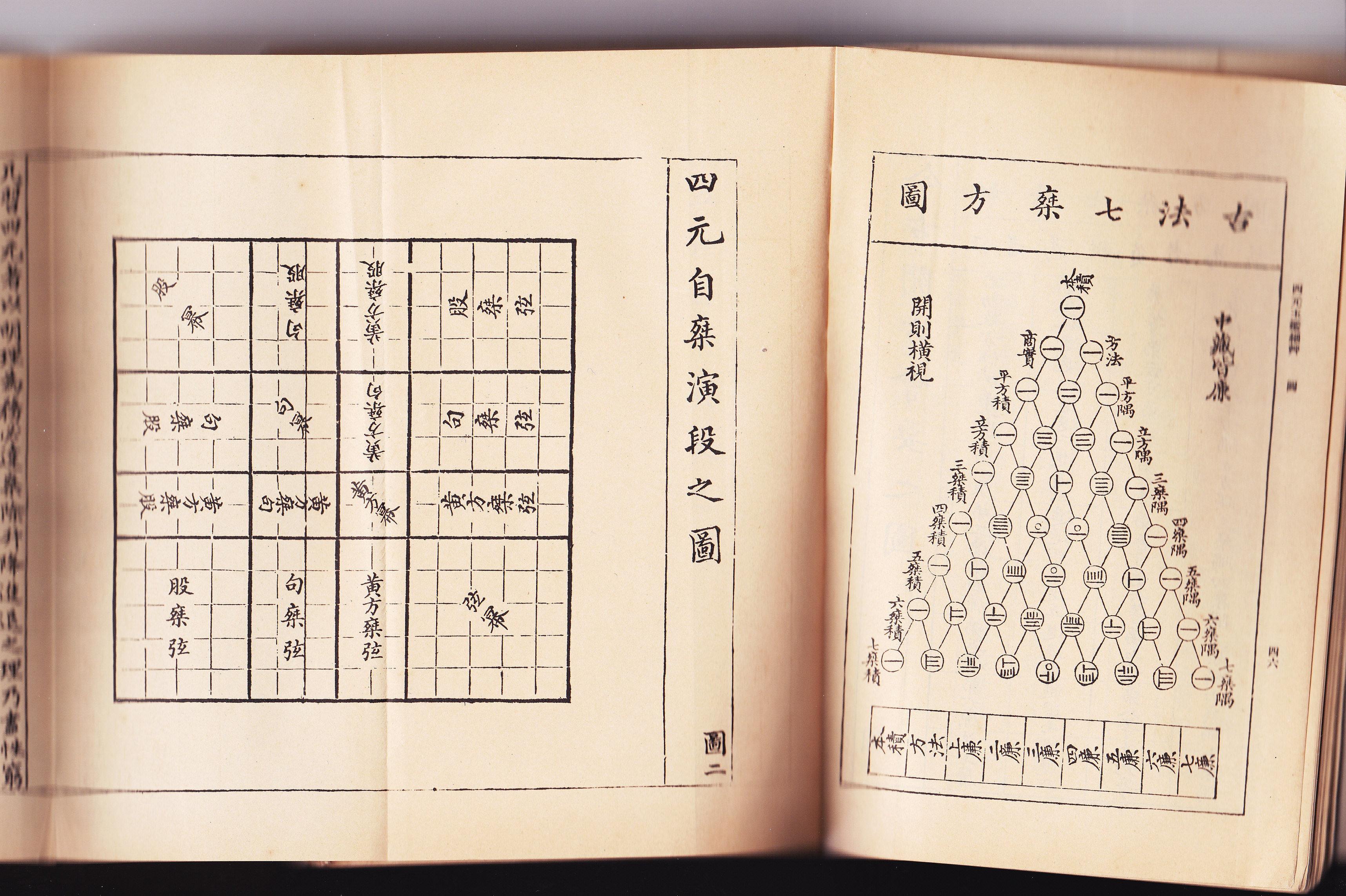
Ilustrações em Espelho de Jade dos Quatro Desconhecidos

Espelho de Jade dos Quatro Desconhecidos Siyuan yujian (四元玉鉴), também conhecido como Espelho de Jade das Quatro Origens, é uma monografia matemática 1303 do matemático da dinastia Yuan, Zhu Shijie. Com esta obra-prima, Zhu levou a álgebra chinesa ao seu nível mais alto.